# Janessich Ferenc Xavér
Janessich Ferenc Xavér, Jannesics, Franjo Ksaver Janešić (Zágráb, 1673. november 7. – Zágráb, 1736. szeptember 30.) Jézus-társasági áldozópap és egyetemi tanár.

## Élete
1688. október 22-én lépett a rendbe; Nagyszombatban gimnáziumi tanár volt és ugyanott öt évig bölcseletet, ötig a teológiát és háromig a kánonjogot tanította. Végül teológiai tanár és rektor lett Zágrábban.

## Munkái
- Geminus gemini orbis atlas seu Divus Franciscus Xaverius Soc, jesu docendo et agendo Asiam et Europam sustinens panegyrica dictione celebratus. Dum inclyta facultas philosophica ... universitatis Tyrnaviensis in academica S. Joannis Baptistae basilica ributariis tutelarem patronum suum prosequeretur honoribus ... Deferente Rev. P. Fr. Xav. Janessich. Oratora Gabr. Herm. Patachich ... Tyrnaviae, 1717.
- Christianorum cogitationum menstruus circulus omnibus christianae vitae sectatoribus nunc denuo propositus dum inclyta facultas philosophica Divum Franciscum Xaverium tutelarem suum in Academica Tyrnaviensis ... tributariis prosequeretur ... Deferente Fr. Xav. Janessich ... Oratore Andrea Bossani ... Uo. 1718.
- Universa philosophia vitae Xaverianae duobus terminis: amore Dei, et proximi clausa, et panegyrica dictione celebrata. Dum inclyta facultas philosophica ... universitatis Tyrnaviensis, in academica S. Joannis basilica divumtutelarem suum tributariis novendialis devotionis prosequeretur honoribus. Uo. 1719.
- Vita et cultus S. Francisci Xaverii ... Deferente Fr. Xav. Janessich ... Oratore Andr. Franc. Erczl. Uo. 1719.